# Albrecht Haushofer
Albrecht Georg Haushofer (* 7. Januar 1903 in München; † 23. April 1945 in Berlin; Pseudonyme: Jürgen Dax, Jörg Werdenfels) war ein deutscher Geograph, Hochschullehrer, Publizist, Schriftsteller und Widerstandskämpfer gegen den Nationalsozialismus.

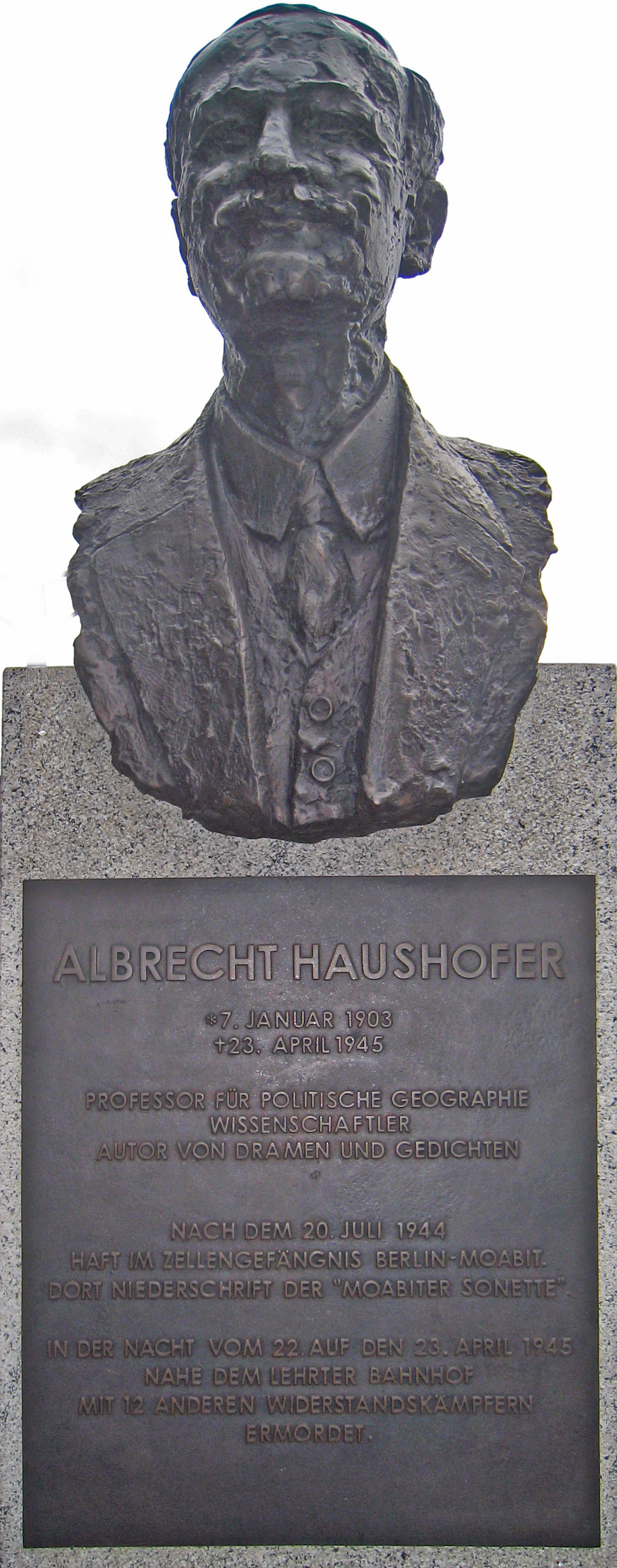
Büste Albrecht Haushofers von Josef Nálepa, Straße der Erinnerung in Berlin (2002)

## Biografie

### Herkunft, beruflicher Werdegang
Albrecht Haushofer war der ältere von zwei Söhnen des königlich bayerischen Offiziers und Geographen Karl Haushofer (1869–1946) und dessen Frau Martha, geborene Mayer-Doss (1877–1946). Für seine Erziehung war hauptsächlich die Mutter zuständig. Das zeitweilig im Elternhaus tätige Kindermädchen aus England brachte ihm frühzeitig die englische Sprache nahe. Seine Erziehung war fördernd, fordernd und streng, Willensschwäche wurde unnachgiebig bekämpft. Insgesamt wuchs Haushofer in einer harmonischen bildungsbürgerlich-kultivierten und weltoffenen Atmosphäre auf.
Die Schule besuchte er in München und galt hier als Einzelgänger und Sonderling. Neben der Schule erhielt er Klavier- und Kompositionsunterricht. Er spielte gern Klavier und zeigte großes Interesse für Atlanten und Geschichte. Während der Münchener Revolutionszeit 1918/1919 wurde er von der Mutter für mehrere Wochen aufs Land geschickt. Nach dem Abitur am humanistischen Theresien-Gymnasium in München studierte er Geschichte und Geographie. Sehr früh begann er, sich politisch zu orientieren, und trat 1919 gemeinsam mit den Eltern der nationalliberalen DVP bei. Hier spielte er eine aktive Rolle, wurde Vorsitzender der Studentengruppe an der Münchener Universität und Vorsitzender der Jugendgruppe für Bayern. Im dritten Studienjahr erweiterte er seine Studienfächer um Geologie und Nationalökonomie. 1924 wurde er mit der Dissertation Pass-Staaten in den Alpen promoviert. Doktorvater war Erich von Drygalski. Das Thema interessierte Haushofer auch deswegen, weil er ein passionierter Bergwanderer war.
Danach unternahm Albrecht Haushofer eine mehrmonatige Brasilienreise. Im Oktober 1924 kehrte er nach Deutschland zurück, bewarb sich auf eine Assistentenstelle bei dem damals berühmtesten Geographen Deutschlands Albrecht Penck in Berlin und trat diese Stelle am 1. Oktober 1925 an. Berlin reizte ihn vor allem wegen des Theater- und Konzertangebots. Mit dem Ausscheiden aus der Assistentenstelle 1928 wurde Haushofer bis 1940 Generalsekretär der Gesellschaft für Erdkunde in Berlin und bis 1938 Herausgeber ihrer Zeitschrift. In Berlin gewann er, nicht zuletzt durch die Bekanntheit seines Vaters Karl Haushofer, einen recht großen Umgangskreis. Dazu gehörte auch Carl Friedrich von Weizsäcker, den er später zu seinen wichtigsten Freunden zählte. Auf Anraten von Albrecht Penck hatte er sich als Habilitationsthema Die Entstehung von Lösschichten, ausgehend von Studien im Pannonischen Becken gewählt. Die Bearbeitung des Themas war ihm zunehmend zur Qual geworden: Es fresse ihn die Wut, dass er sich mit Dingen beschäftige, „an die ich nicht glaube, deren Erkennbarkeit mir zweifelhaft ist, während ringsum das Staats- und Volksgebäude in allen Fugen kracht“. Viel mehr beschäftigte ihn die Politik. Sorge bereitete ihm die zunehmende Gefahr einer Machtergreifung durch die extreme Rechte und die dadurch zu erwartende Verschärfung der inneren und europäischen Gegensätze.
Albrecht Haushofers Sorge vor einer weiteren Radikalisierung der Gesellschaft nahm besonders durch den Ausgang der Reichstagswahl 1930 mit einem Durchbruch der NSDAP weiter zu. Politisch gesehen, so seine Einschätzung, hätte sich die Rechte schon so weit  demagogisiert, dass nichts von ihr zu hoffen sei. Deshalb sah er es als seine Aufgabe an, dieser Entwicklung mit seinen Möglichkeiten entgegenzuwirken. Zur Vorbereitung einer politischen Laufbahn knüpfte er umfangreiche politischen Beziehungen und veröffentlichte Beiträge in politischen Zeitschriften. Im Mai 1931 reichte Haushofer seine Habilitationsschrift ein, zog sie aber zurück, weil eine Ablehnung durch die Fakultät zu befürchten war. Ein Jahr darauf schrieb er die Komödie Und so wird Pandurien regiert, eine Satire über den parlamentarischen Betrieb zur Zeit der Großen Koalitionen der Weimarer Republik unter den Reichskanzlern Stresemann 1923 und Müller 1928–1930, die nur einmal 1932 in Liegnitz auf einer Provinzbühne aufgeführt wurde.

### Entwicklungen in der Zeit des Nationalsozialismus
Ab 1933 veränderten sich die politischen Rahmenbedingungen auch für Albrecht Haushofer gravierend. Mit den Bedingungen der Weimarer Republik hatte er sich arrangiert. Ein System mit extremer ideologischer Polarisierung und absolutem Totalitarismusanspruch war für ihn nicht akzeptierbar. Das warf auch seine bisherige Lebensplanung um. Für einen „Vierteljuden“ war eine politische Laufbahn nun ausgeschlossen und eine akademische Karriere schien nach dem Gesetz zur Wiederherstellung des Berufsbeamtentums ebenfalls kaum möglich. Aufgrund einer Intervention des mit seinem Vater seit 1919 eng befreundeten Rudolf Heß konnte er jedoch eine ihm angebotene Dozentur für Geopolitik an der „gleichgeschalteten“ Hochschule für Politik in Berlin übernehmen, wofür er sich im Juli 1933 entschied nach längerem Schwanken wegen seiner schweren Bedenken gegen das neue Regime. Dabei leitete ihn die Hoffnung, auf diesem Weg die Außenpolitik beeinflussen zu können. Sein Mitwirken sah er als eine Möglichkeit des Gegenwirkens, zumal für den Fall der Gefährdung des europäischen Friedens.
Dazu fungierte Albrecht Haushofer ab 1933 als Berliner Stellvertreter seines Vaters im Vorsitz des Volksdeutschen Rates, eines Rudolf Heß unterstellten beratenden Gremiums. Dadurch erhielt er gute Beziehungen zu Joachim von Ribbentrop, der zu dieser Zeit persönlicher Berater Adolf Hitlers in außenpolitischen Fragen war und großen Wert auf den Rat Albrecht Haushofers legte. Ab 1934 war er freier Mitarbeiter der Dienststelle Ribbentrop und unternahm in dessen Auftrag Reisen in geheimer Mission nach Großbritannien, in die Tschechoslowakei und nach Japan. Im Jahr 1936 führte ein Auftrag Ribbentrops ihm zu dem tschechischen Präsidenten Edvard Beneš. Das Ziel war es, den 1935 geschlossenen sowjetisch-französischen Beistandsvertrag zu schwächen, was, so die Einschätzung Haushofers, „ein Beitrag für den europäischen Frieden“ werden könne. Im Sommer 1937 finanzierte ihm die Dienststelle Ribbentrop eine Reise nach Japan. Hier ging es in erster Linie um Informationsbeschaffung aus japanischen Militärkreisen und die Aktivierung von zukünftigen Gesprächspartnern für politisch-militärische Bündnisse. Haushofer war kaum in Japan, als der Zwischenfall an der Marco-Polo-Brücke am 7. Juli 1937 den Zweiten Japanisch-Chinesischen Krieg auslöste. In Abänderung seines ursprünglichen Reiseprogramms bekam er nun Gelegenheit, Schauplätze der Schlacht um Peking-Tianjin zu besuchen und die Auswirkungen eines modernen Kriegs vor Ort kennenzulernen. Voller Entsetzen gab er seine Eindrücke in dem Gedicht Nankau-Pass wieder:

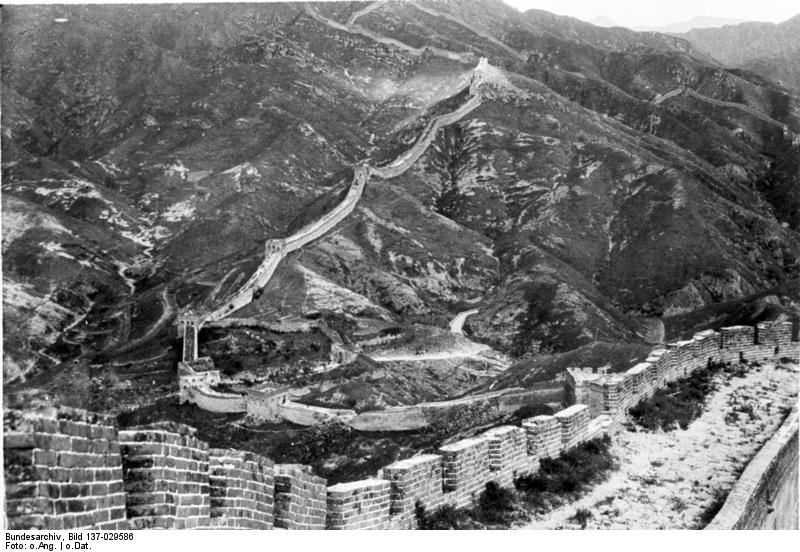
Nan Kau Paß bei Peking, alternative Schreibweise Nankou oder Nankow (siehe auch Juyongguan)

„Krächzend kreisen schwarze Schwärme.

Suchen, warten, stoßen nieder.

Hacken Augen und Gedärme

Sterbender. Und kreisen wieder.“
Eine erneute Reise nach Japan, um politische und militärische Kreise zu besänftigen, bei denen der deutsch-sowjetische Nichtangriffspakt im August 1939 große Irritationen ausgelöst hatte, konnte Haushofer abwenden.
Seine mehrmaligen Warnungen in Artikeln der Zeitschrift für Geopolitik vor der Gefährdung des Friedens, die er anfangs noch versteckt, später aber in erstaunlicher Offenheit äußerte, gipfelten im Juni 1938 in einer Art Denkschrift. Mit sehr klaren Worten warnte er darin den inzwischen zum Reichsaußenminister avancierten Joachim von Ribbentrop vor einem Krieg gegen die Tschechoslowakei. Dieser vermerkte lediglich lakonisch am Rande des Dokumentes Secret Service Propaganda.
Spätestens im Herbst 1938 hatte Albrecht Haushofer erkannt, dass seine Bemühungen, den Kurs der Außenpolitik zu beeinflussen, aussichtslos waren. Bei einigen seiner auswärtigen Gesprächspartner war er durch seine Versuche des Entgegenwirkens, vor allem bei seinen Verbindungen nach England, in Interessenkonflikte geraten. Ende Januar 1939 erfuhr er von dem deutschen Vorhaben einer Okkupation Böhmens. Nach der britisch-französischen Garantieerklärung für Polen vom 31. März 1939 sah Albrecht Haushofer für sich endgültig keine Möglichkeit mehr, einen Krieg zu verhindern, der, wie er seinen Eltern im Oktober und Dezember 1939 nach der Niederwerfung Polens schrieb, die Katastrophe des Deutschen Reiches, die „große Zerstörung Europas“, den Zusammenbruch „unserer ganzen Kulturwelt“ herbeiführen werde.
In seiner schriftstellerischen Arbeit, die weitgehend unbekannt blieb, versuchte Haushofer verdeckt das politische Zeitgeschehen kritisch zu deuten. Von seinen historischen Dramen Scipio (1934), Sulla (1938) und Augustus (1939) wurden das erste und das letzte vor 1945 aufgeführt. Bis 1943 verfasste er die Dramen Die Makedonen und Chinesische Legende, die erst postum veröffentlicht wurden.
Mit oppositionell gegenüber dem NS-Regime Eingestellten war er schon früh in z. T. naher Verbindung, so ab 1934 mit dem Diplomaten Albrecht von Kessel und dem Volkstumspolitiker Ulrich Wilhelm Graf Schwerin von Schwanenfeld. Dass er von den konkreten Putschplänen vor der Münchener Konferenz im September 1938 gewusst hat, ist nicht belegbar. Im März 1941 kam Ulrich von Hassell zu der Erkenntnis, dass Albrecht Haushofer „jetzt“ so denkt „wie wir.“ Anfang 1941 knüpfte Albrecht Haushofer gezielt Beziehungen zu Kreisen aus dem Widerstand gegen den Nationalsozialismus. Als Angehöriger des Popitz-Kreises stellte er bewusst seine England-Kontakte zur Verfügung und war ab dieser Zeit an verschwörerischen Aktivitäten beteiligt. Dabei gehörte er mit zu den Kräften, die auf einen baldigen Staatsstreich drängten. Deutschland solle nicht schwach in die Verhandlungen um einen Verständigungsfrieden gehen. Er gehörte zu den Wenigen, die bereit waren, auch mit der Sowjetunion zu verhandeln. Zu seinen Gesprächspartnern innerhalb der Widerstandskreise gehörten Peter Graf Yorck von Wartenburg und Helmuth James Graf von Moltke vom Kreisauer Kreis, Eduard Brücklmeier, Diplomat an der englischen Botschaft, sowie Mitglieder weiterer Berliner Widerstandsgruppen wie Harro Schulze-Boysen und Arvid Harnack, die an der Auslandswissenschaftlichen Fakultät lehrten oder studierten.

### In der Zeit des Zweiten Weltkrieges
Nach dem Beginn des Zweiten Weltkriegs wurde Haushofer freier Mitarbeiter der Informationsstelle I, einer formell unabhängigen Dienststelle des Auswärtigen Amtes. Meist erledigte er die ihm übertragenen Aufgaben zum eigenen Schutz, aber in vollem Hass auf die menschliche Unvernunft, die sich bei den Entscheidungsträgern in Politik und Militär breit gemacht hatte. Er hatte sich seit dem Überfall auf Polen zu einem Nazi-Hasser entwickelt, der sich wie auf einem „havarierten, schon brennenden und von Narren und Verbrechern weithin beherrschten und geführten Schiff“ fühlte. Ab diesem Zeitpunkt stellte er die monatliche Berichterstattung in der Zeitschrift für Geopolitik ein, weil er keine Kriegsberichte verbreiten wollte. Er selbst veröffentlichte von da an auch keinen eigenen Artikel mehr in der Zeitschrift. Anfang 1940 wurde die Hochschule in die neue Auslandswissenschaftliche Fakultät der Berliner Universität überführt. Albrecht Haushofer erhielt dort eine Professur für Politische Geographie und Geopolitik. Im August 1940 wurde er durch Joachim von Ribbentrop kurzfristig nach Wien beordert, um als Experte am Zweiten Wiener Schiedspruchverfahren über die Aufteilung Siebenbürgens zwischen Ungarn und Rumänien mitzuwirken. Als er in Wien eintraf, stellte er erleichtert fest, dass die Entscheidung bereits durch die Außenminister von Deutschland und Italien getroffen worden war. Ich wollte, so schrieb er seiner Mutter, „vor der Geschichte auch nicht die geringste Verantwortung (für so etwas) tragen.“
Ab Sommer 1940 war Albrecht Haushofer von Rudolf Heß in dessen Vorbereitungen eines Sondierungsfluges nach Großbritannien einbezogen worden. Er schrieb Briefe an Kontaktpersonen in England und unterbreitete Vorschläge für ein Treffen im neutralen Portugal, die aber ohne Resonanz blieben. Fünf Tage vor dem Flug hatte Haushofer noch ein letztes Gespräch mit Heß, dessen Aktion, auf eigene Kappe, er als eine Narrheit empfand. Durch Heß’ Flug nach Schottland am 10. Mai 1941 geriet Haushofer in eine äußerst schwierige Lage. Zwei Tage später wurde er zum Obersalzberg beordert, daraufhin festgenommen und blieb sechs Wochen im Gestapo-Gefängnis in der Prinz-Albrecht-Straße inhaftiert. Die Befragungen führte Reinhard Heydrich zum Teil selbst. Als besonders entwürdigend empfand Albrecht Haushofer, dass die Gestapo-Leute sich für seine allerpersönlichsten Angelegenheiten interessierten. Während der Haft schrieb er das Schauspiel Die Makedonen über den Zerfall eines Imperiums nach dem Tod seines Begründers. Die SS-Aufseher schlossen jeden Abend die Manuskript-Seiten sorgfältig ein. Nach seiner Freilassung wurde er sofort aus seiner Tätigkeit bei der Informationsstelle I entlassen. Auch danach blieb er unter Aufsicht der Gestapo. Ihm angetragene Termine für ein öffentliches Auftreten hinterfragte er von nun an vorher in der Parteizentrale und war froh, wenn ihm der Auftritt versagt wurde.

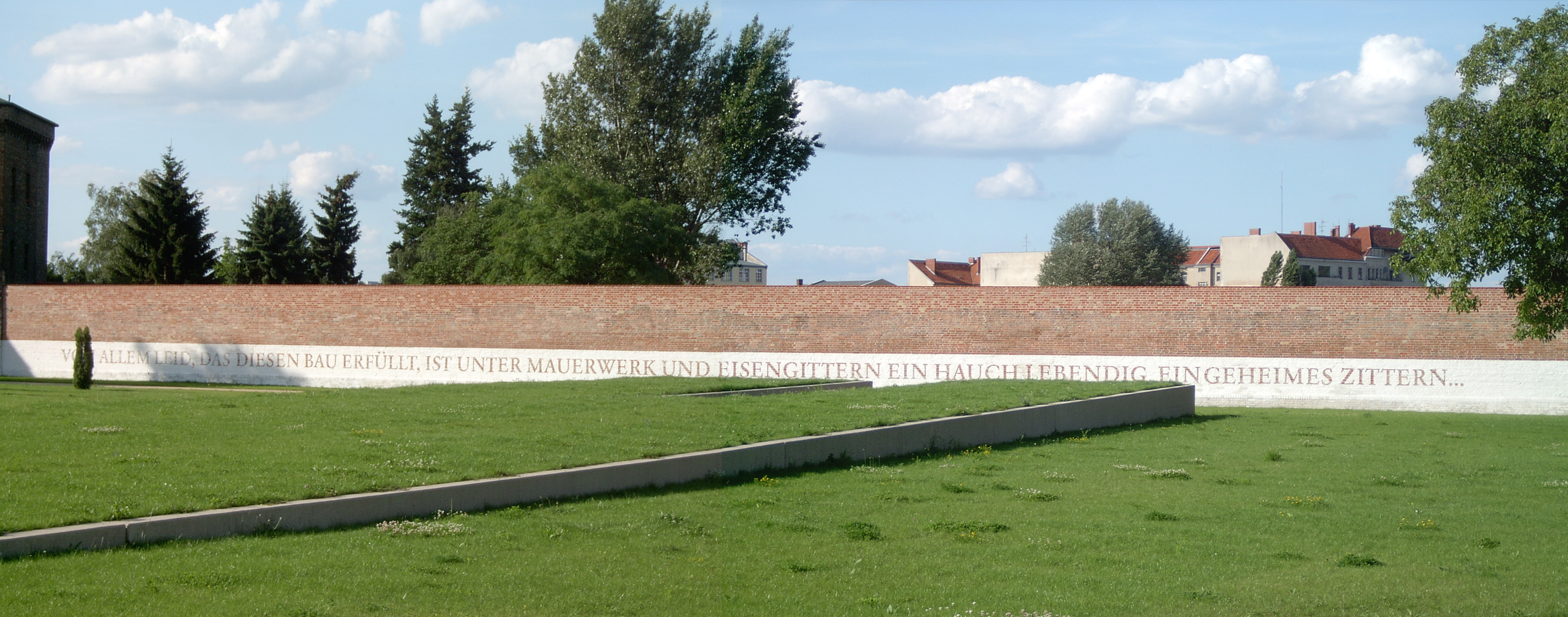
Eines der Zitate aus Albrecht Haushofers Moabiter Sonetten
im Geschichtspark Ehemaliges Zellengefängnis Moabit:
„Von allem Leid, das diesen Bau erfüllt, ist unter Mauerwerk und Eisengittern ein Hauch lebendig, ein geheimes Zittern“

Seit 1942 schrieb Haushofer an dem Fragment gebliebenen Werk Allgemeine politische Geographie und Geopolitik. Es sollte auch eine Auseinandersetzung mit der missbräuchlichen Nutzung der Geopolitik in der Zeit des Nationalsozialismus werden. Mit Rücksicht auf seinen Vater formulierte er einige Passagen der Kritik an der Geopolitik recht zurückhaltend.
Im Dezember 1943 wurden in einer Bombennacht Albrecht Haushofers Institut und seine Wohnung in Berlin zerstört. Die Eltern zweier ehemaligen Mitstudenten nahmen ihn im Norden Berlins auf.
Im Sommer 1944 war er der Auffassung, dass es nun kurz vor der sicheren Niederlage für ein Attentat auf Hitler zu spät sei, da außenpolitisch nichts mehr zu erreichen sei und die Verantwortung Hitlers für die Katastrophe nicht verunklärt werden sollte. Vermutlich war er über den Termin des Attentats informiert. Nach dem Attentat vom 20. Juli 1944 tauchte Albrecht Haushofer in Bayern unter. Unterschlupf fand er auf dem Bauernhof von Anna Zahler in der Nähe des Anwesens seiner Eltern auf der Partnachalm. Bei einer Hausdurchsuchung am 7. Dezember 1944 wurde er dort durch einen Zufall gefunden: Sein Versteck auf dem Heuboden war recht sicher, aber ein blanker Manschettenknopf verriet ihn. Er wurde verhaftet und in das Zellengefängnis Lehrter Straße in Berlin-Moabit gebracht. Hier entstanden seine Moabiter Sonette als Resümee seines Lebens und Ausdruck überwundener Verzweiflung. In Moabit schrieb er außerdem an einem unvollendet gebliebenen Drama über Thomas Morus.

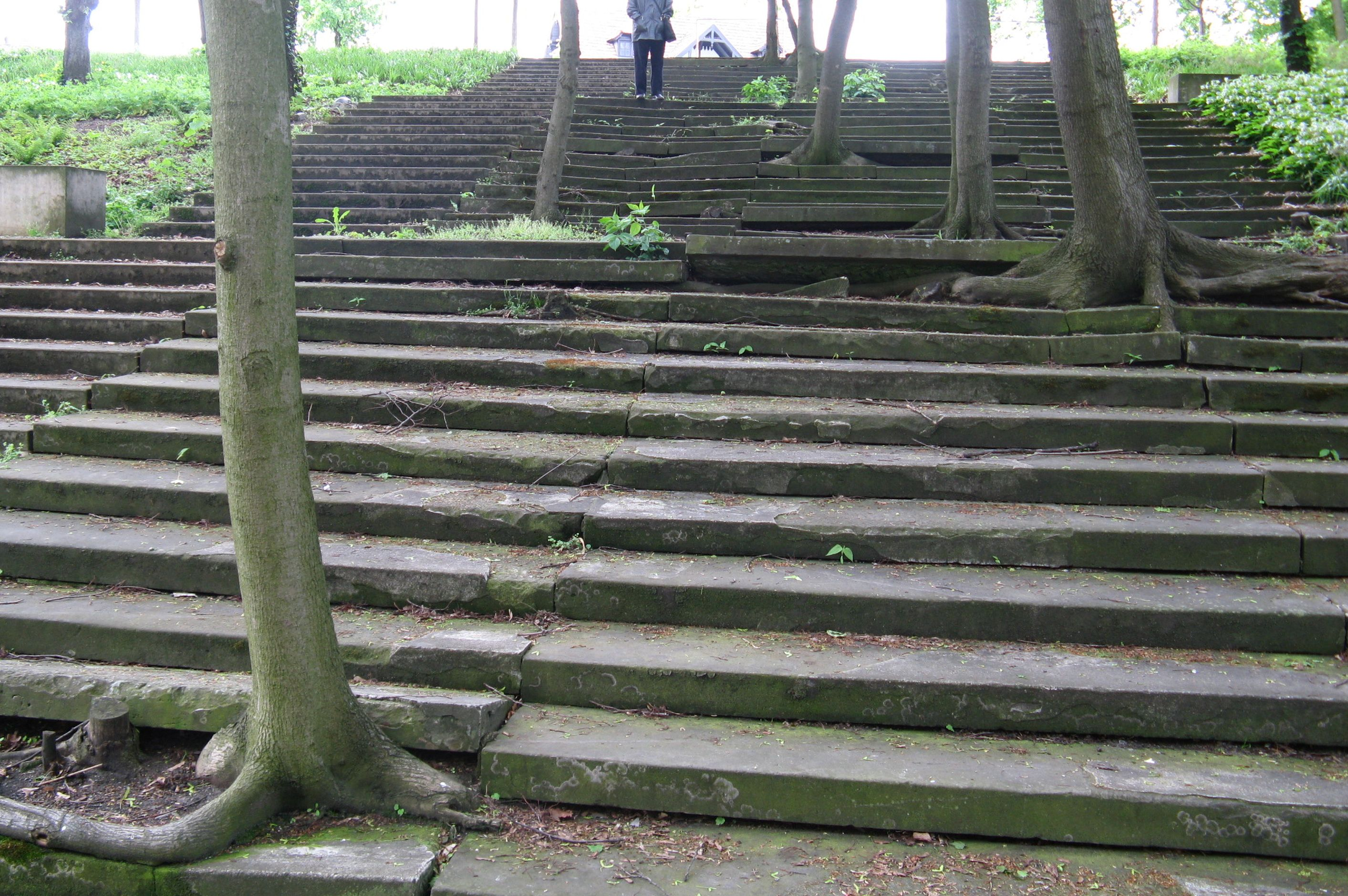
ULAP-Freitreppe 2010

Ab Januar 1945 erhielt Albrecht Haushofer alle möglichen Hafterleichterungen. Denn er hatte von Heinrich Himmler den Auftrag erhalten, seine aktuelle Ansicht zur eingetretenen Lage aufzuschreiben. Nachdem 80 Sonette fertig waren, ordnete er sie zu einem Zyklus und schrieb sie mit einer Durchschrift ab. Ein Exemplar ließ er über einen Mithäftling seinem Bruder Heinz zukommen, der ebenfalls im Moabiter Gefängnis einsaß. Das zweite Exemplar behielt Albrecht Haushofer selbst. Am 2. März 1945 teilte sein Rechtsanwalt mit, dass sein Ermittlungsverfahren noch nicht zum Abschluss gebracht sei. In der Nacht zum 23. April 1945, kurz vor der Befreiung Berlins, wurde er zusammen mit fünfzehn weiteren Gefangenen, darunter die zum Tode Verurteilten Klaus Bonhoeffer und Rüdiger Schleicher, auf Befehl des SS-Gruppenführers Heinrich Müller unter dem Vorwand einer Verlegung von einem SS-Trupp unter dem Kommando des SS-Sturmbannführers Kurt Stawizki auf das nahegelegene, von Bomben zerstörte ULAP-Gelände geführt und dort hinterrücks erschossen. Dort fanden ihn am 12. Mai seine ehemalige Mitarbeiterin Irmgard Schnuhr und sein Bruder Heinz Haushofer, der im April aus der Haft entlassen worden war. In der Manteltasche trug Albrecht Haushofer fünf Blätter mit seinen 80 Sonetten bei sich. Sein Leichnam wurde auf dem Friedhof Wilsnacker Straße bei der Moabiter Johanniskirche beigesetzt.

## Gedenken

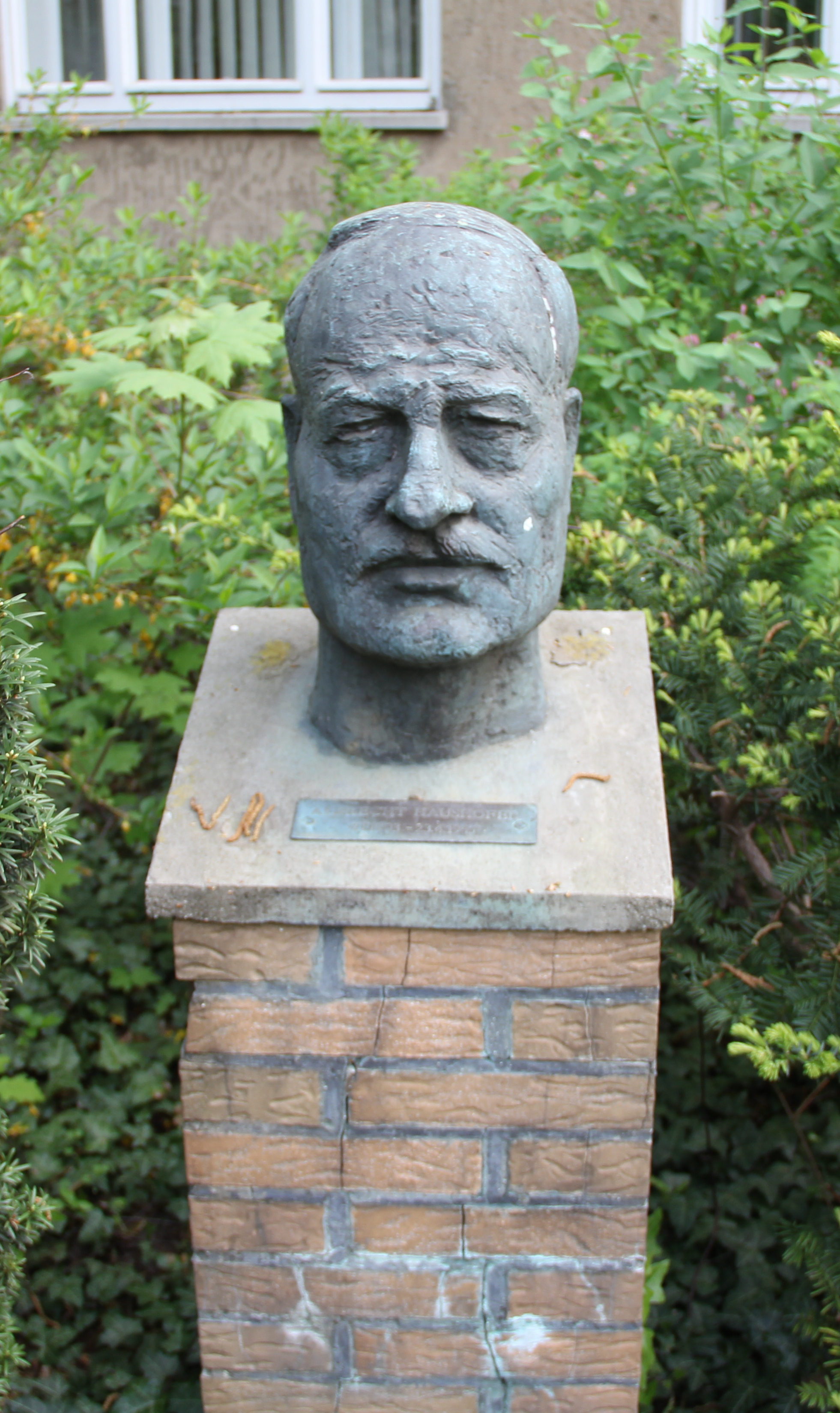
Gedenkstele für Albrecht Haushofer, Berlin-Heiligensee

Als Irmgard Schnuhr im Juli 1945 durch US-amerikanische Truppen für drei Monate inhaftiert wurde, fiel die von Albrecht Haushofer im Gefängnis angefertigte Durchschrift der Sonette dem bei der amerikanischen Dienststelle tätigen Historiker Friedrich Wilhelm Euler in die Hand, der Albrecht Haushofer gekannt hatte. Seine amerikanischen Vorgesetzten waren so beeindruckt, dass sie einen Privatdruck veranlassten.
1946 erschien dann die erste gedruckte Ausgabe der Moabiter Sonette mit einem Nachwort des ehemaligen Schülers von Albrecht Haushofer, Rainer Hildebrandt.

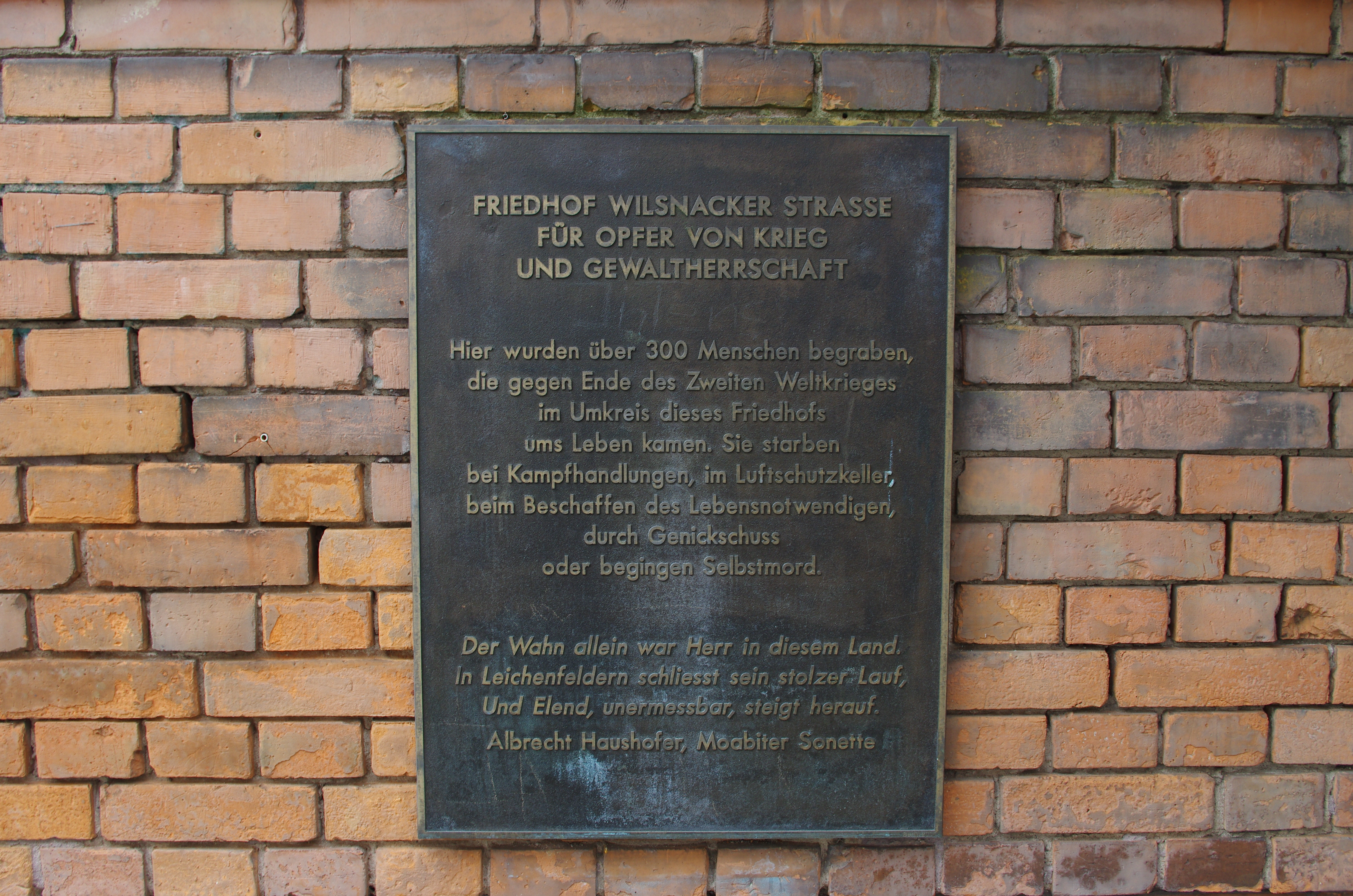
Berliner Kriegsgräberfriedhof Wilsnacker Straße

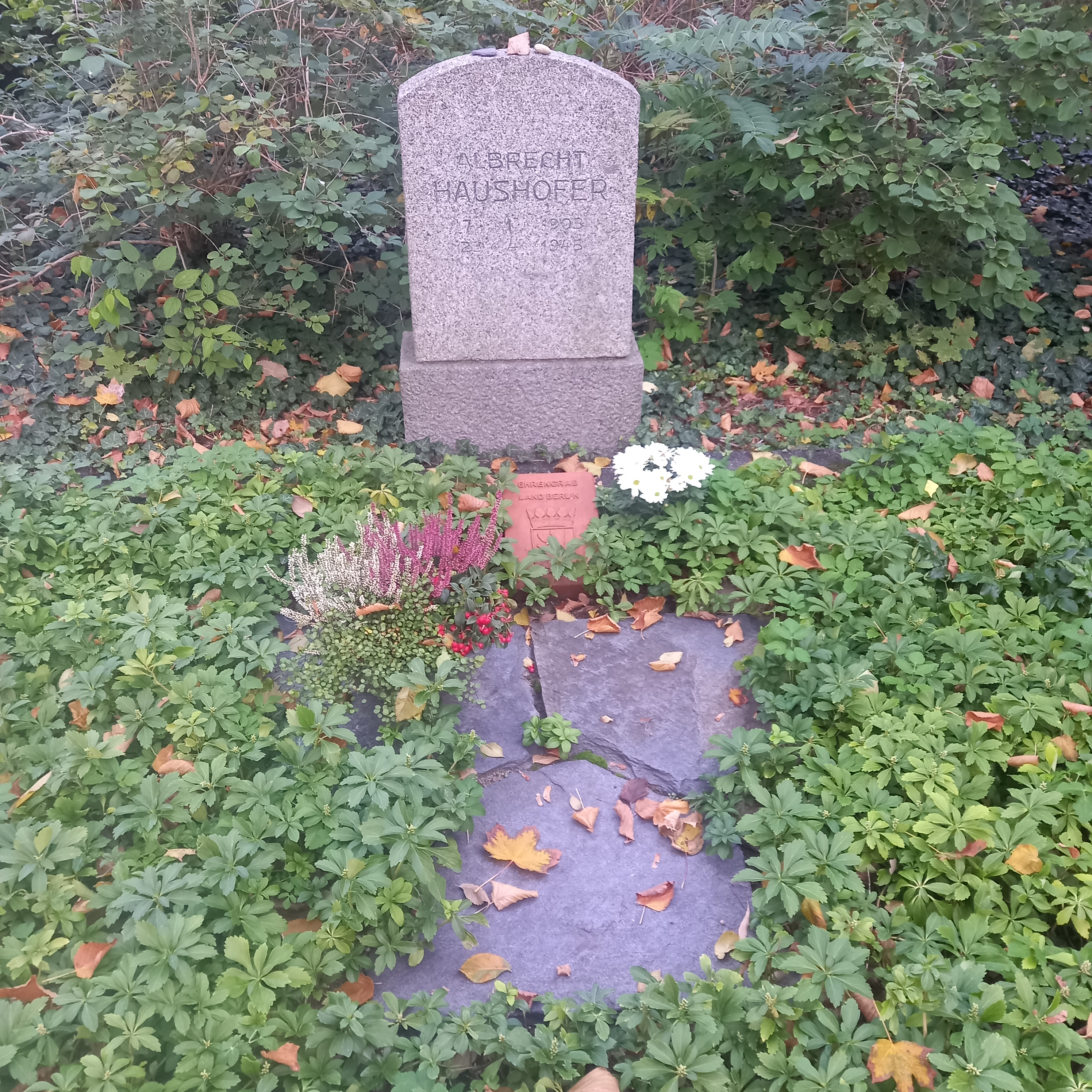
Das Grab von Albrecht Haushofer an der Wilsnacker Straße in Berlin

Haushofers Grab auf dem nunmehrigen Kriegsgräberfriedhof Wilsnacker Straße wurde in die Liste der Ehrengräber in Berlin aufgenommen. Eine Tafel am Eingang des Friedhofs zitiert Verse aus einem der Moabiter Sonette („Dem Ende zu“):
„Der Wahn allein war Herr in diesem Land.

In Leichenfeldern schliesst sein stolzer Lauf,

Und Elend, unermessbar, steigt herauf.“
Die für Haushofer an der Straße der Erinnerung im Berliner Spreebogen aufgestellte Büste wurde am 7. Januar 2002 von Otto Schily enthüllt.
In Berlin-Heiligensee ist die Albrecht-Haushofer-Schule nach ihm benannt, an der sich auch eine Gedenkstele befindet. Eine „Albrecht-Haushofer-Straße“ gibt es in Hildesheim und in Leverkusen. 2016 wurde in Machtlfing der Entwurf einer geplanten Gedenkstele für Haushofer vorgestellt.
Das ULAP-Gelände ist (Stand 2017) eine Brache. Von der Bebauung hat sich nur eine überwucherte Freitreppe erhalten. An die dort verübten Morde erinnert nichts. Seit 2020 führt der Audiowalk Spurensuche Albrecht Haushofer von Anna Opel und Ruth Johanna Benrath im Auftrag der Gedenkstätte Deutscher Widerstand in 73 Minuten vom Geschichtspark Ehemaliges Zellengefängnis Moabit bis zum ULAP-Gelände. Zu hören sind Ausschnitte aus Haushofers Briefen, eine Auswahl seiner Sonette und Gedichte von Ruth Benrath.

## Publikationen

### Wissenschaftliche Veröffentlichungen (Auswahl)
- Pass-Staaten in den Alpen. Vowinckel, Berlin-Grunewald 1928 (zugleich Dissertationsschrift, Universität München 1924).
- Zur Problematik des Raumbegriffs. In: Zeitschrift für Geopolitik, Jg. 9. 1932, H. 12, S. 723–734.
- Englands Einbruch in China. Junker u. Dünnhaupt, Berlin 1940.
- Allgemeine politische Geographie und Geopolitik. Band 1 (mehr nicht erschienen), Vowinckel, Heidelberg 1951.

### Literarische Veröffentlichungen
- Abend im Herbst, Drama, Privatdruck 1927.
- Und so wird in Pandurien regiert, Drama, Bühnenmanuskript 1932.
- Scipio. Ein Schauspiel in 5 Akten, Drama, Propyläen-Verlag, Berlin 1934.
- Sulla. Ein Schauspiel in 5 Akten, Drama, Propyläen-Verlag, Berlin 1938.
- Gastgeschenk, Gedichte, Privatdruck 1938.
- Augustus. Ein Schauspiel in 5 Akten, Drama, Propyläen-Verlag, Berlin 1939.
- Chinesische Legende. Eine dramatische Dichtung, Blanvalet, Berlin 1949. Uraufführung am 8. Februar 1948 in Göttingen durch Heinz Dietrich Kenter, Chinesische Legende. In: Der Spiegel. Nr. 7, 1947 (online).
- Thomas Morus. Unvollendetes tragisches Schauspiel, hrsg. nach dem Manuskript des Autors von Hubertus Schulte Herbrüggen, Paderborn u. a., Schöningh, 1985.
- Moabiter Sonette. Nach der Originalhandschrift herausgegeben von Amelie von Graevenitz. Biographisches Nachwort von Ursula Laack. 6. Aufl. C. H. Beck, München 2012, ISBN 978-3-406-64166-4 (1. öffentliche Ausgabe bei Blanvalet, Berlin 1946, s:User:Vsop.de/Moabiter Sonette; zu dem sehr stark von dem Manuskript Haushofers abweichenden Text dieser Ausgabe siehe Diskussion).
- Hans-Edwin Friedrich, Wilhelm Haefs (Hrsg.): Albrecht Haushofer. Gesammelte Werke. Teil I: Dramen I [Scipio, Sulla, Augustus] (= Beiträge zur Literatur und Literaturwissenschaft des 20. und 21. Jahrhunderts. Band 24). Peter Lang, Frankfurt am Main u. a. 2014, ISBN 978-3-631-64478-2.
- Traumgesicht: 50 zeitlose Gedichte. Martin Werhand Verlag, Melsbach 2016, ISBN 978-3-943910-75-9 [50 der Moabiter Sonette Haushofers nach dem fehlerhaften Text der Ausgabe von 1946]